# Chris Browne
Chris Browne   (South Orange, 16 de maig de 1952 - Sioux Falls, 5 de febrer de 2023) va ser un dibuixant i autor de còmics nord-americà. Era fill del dibuixant Dik Browne i germà del dibuixant Chance Browne. Del 1989 al 2023, Browne va escriure i dibuixar la tira còmica Hägar the Horrible, que distribueix King Features Syndicate.

## Biografia
Nascut a South Orange, Nova Jersey, el 16 de maig de 1952, va créixer als suburbis de Wilton, Connecticut, Browne va ajudar el seu pare a les tires còmiques Hi and Lois i Hägar the Horrible (Olaf el vikingo , en castellà). Va col·laborar a Hägar des de l'inici del còmic el 1972 i va ser coautor del Very Nearly Complete Viking Handbook de Hägar the Horrible el 1985. Quan Dik Browne va morir el 1989, Chris Browne va continuar la tira, tant escrivint el guio com dibuixant, mentre que Chance Browne es va fer càrrec de Hi i Lois. Hägar the Horrible està traduït a 13 idiomes i es va publicar a 45 països.
Chris Browne també va crear dues tires còmiques autobiogràfiques de curta durada: "Chris Browne's Comic Strip" (1993-1994) i "Raising Duncan" (2000-2004). Tots dos inclouen un gos escocès (Scottish Terrier) com a característica comuna.
Browne va viure a Sioux Falls, Dakota del Sud, on va morir el 5 de febrer de 2023, als 70 anys